# بولشایا آمزیا
بولشایا آمزیا (انگلیسی: Bolshaya Amzya) یک شهرک در شهرستان کراسنوکامسکی استان باشقیرستان کشور روسیه است.